# Антон Мауве
Антон Мауве (нід. Anton Mauve; 18 вересня 1838, Зандам — 5 лютого 1888, Арнем) — голландський художник-пейзажист, представник Гаазької школи.

## Творча біографія
У 16 років Антон Мауве розпочав навчатися у художника-анімаліста Пітера Фредеріка ван Оса, і малював сценки з вівцями, коровами та кіньми. Улюбленою темою молодого художника стало зображення коней. Користувався підтримкою Пауля Й. К. Габріеля. Завдяки своєму вибору вкрай простих сюжетів, які Мауве виконував у сірих або сріблястих тонах, він виявився одним з найкращих акварелістів Гаазької школи. Одним з найчастіших сюжетів на картинах Мауве було зображення сільського пейзажу з коровами, вівцями і кіньми, що пасуться.
Антон Мауве здійснив великий вплив на художнє становлення свого родича Вінсента ван Гога (що був двоюрідним братом дружини Мауве). У жовтні 1881 року Мауве надіслав ван Гогу ящик художника, повний олійних фарб. Наприкінці листопада того ж року Мауве протягом 3 тижнів у своїй гаазькій майстерні викладав ван Гогу акварельний живопис, проте Вінсент виявився не налаштований до акварелі, і крім тих, що були їм створені в ательє у Мауве, ніколи аквареллю не писав. Мауве також познайомив Йохана Хендріка Вайсенбруха, одного з корифеїв голландського живопису кінця XIX сторіччя, з Ван Гогом і його графічними роботами, і Вайсенбрух дав вельми позитивний відгук про майстерність і талант молодого художника, змусивши повірити у свої творчі сили.
Крім Нідерландів, нині[коли?] роботи Антона Мауве зберігаються в багатьох художніх музеях (в тому числі й в амстердамському Рейксмузеї, значне число його полотен було придбано свого часу музеями і колекціонерами США (наприклад, Бруклінським музеєм).

## Галерея робіт

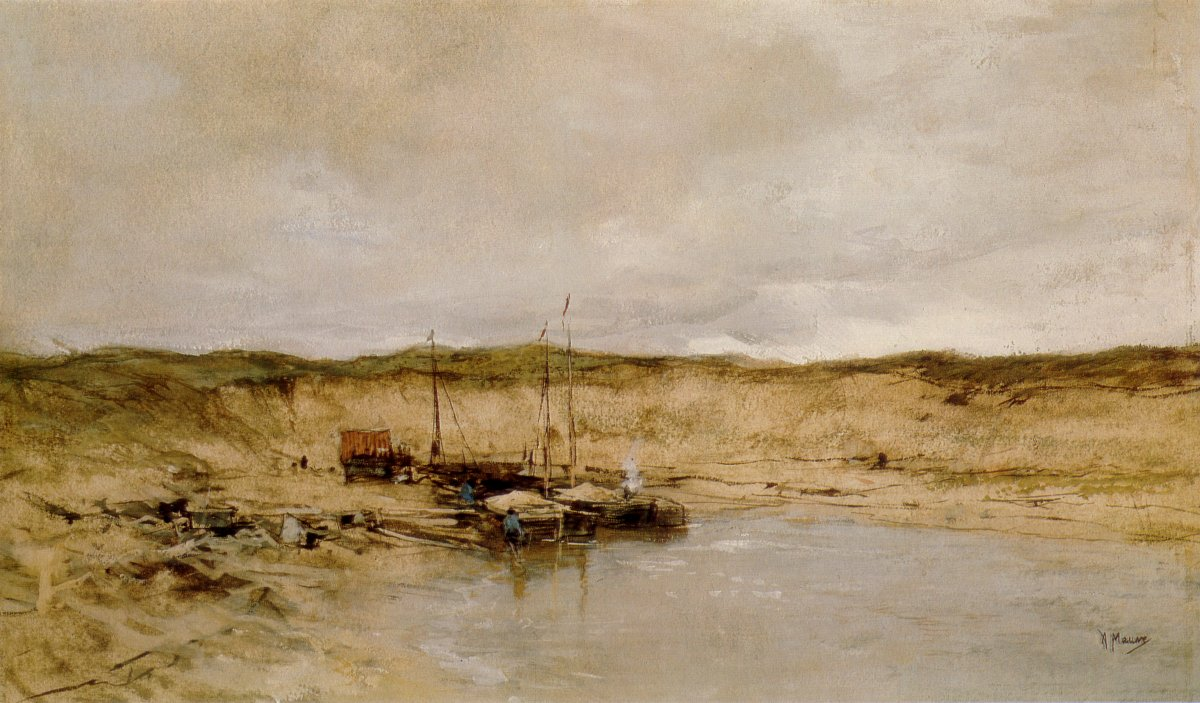
Дюни біля Шевенінгена
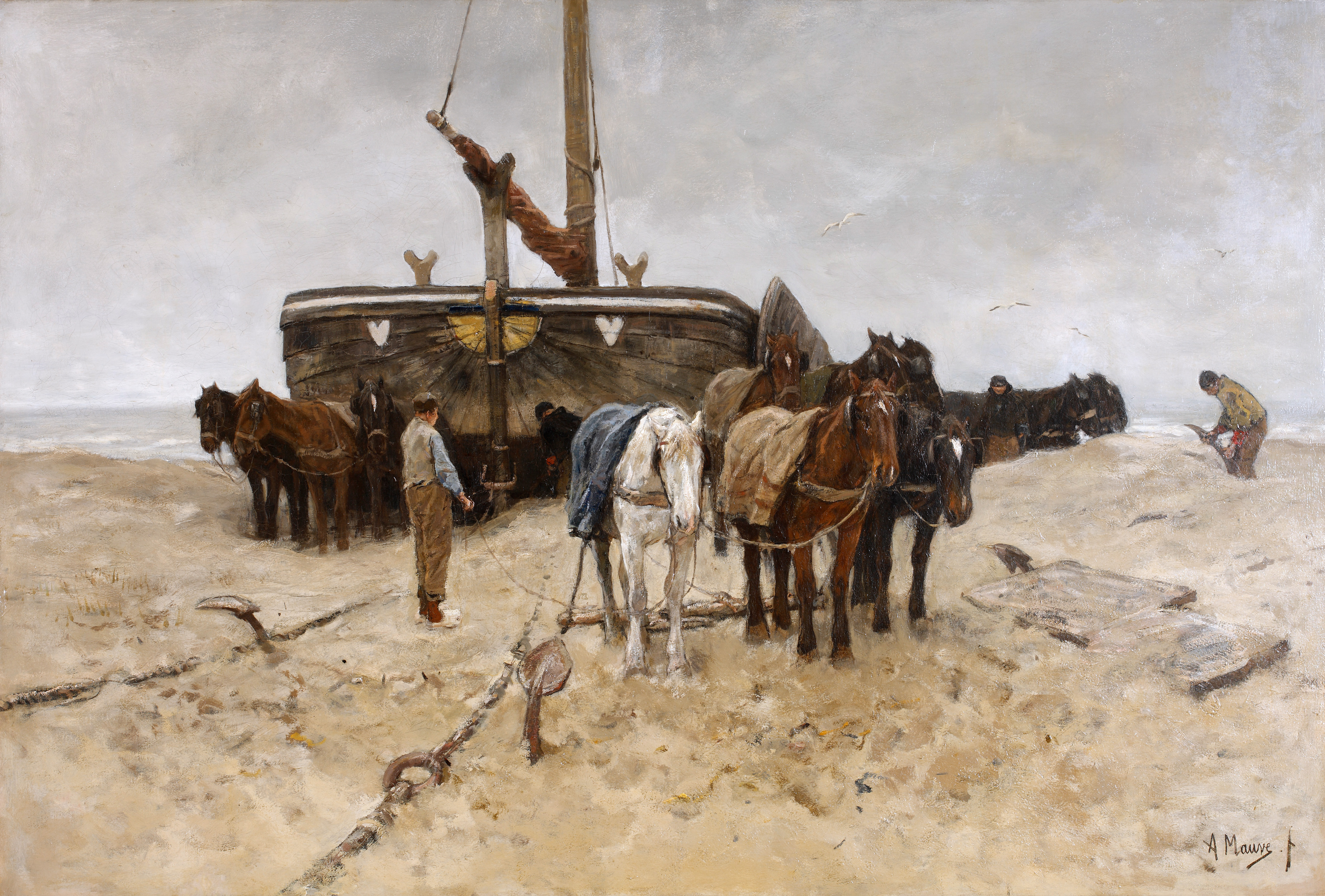
Витягування судна на берег
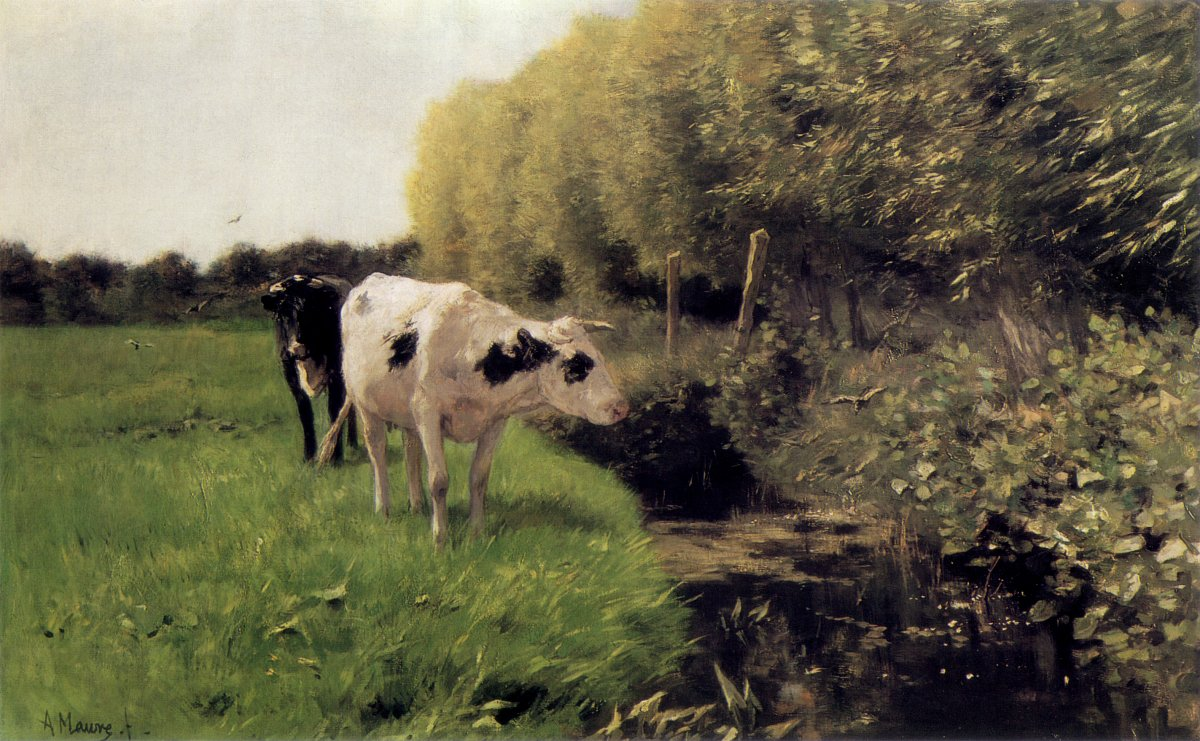
Корови на пасовищі
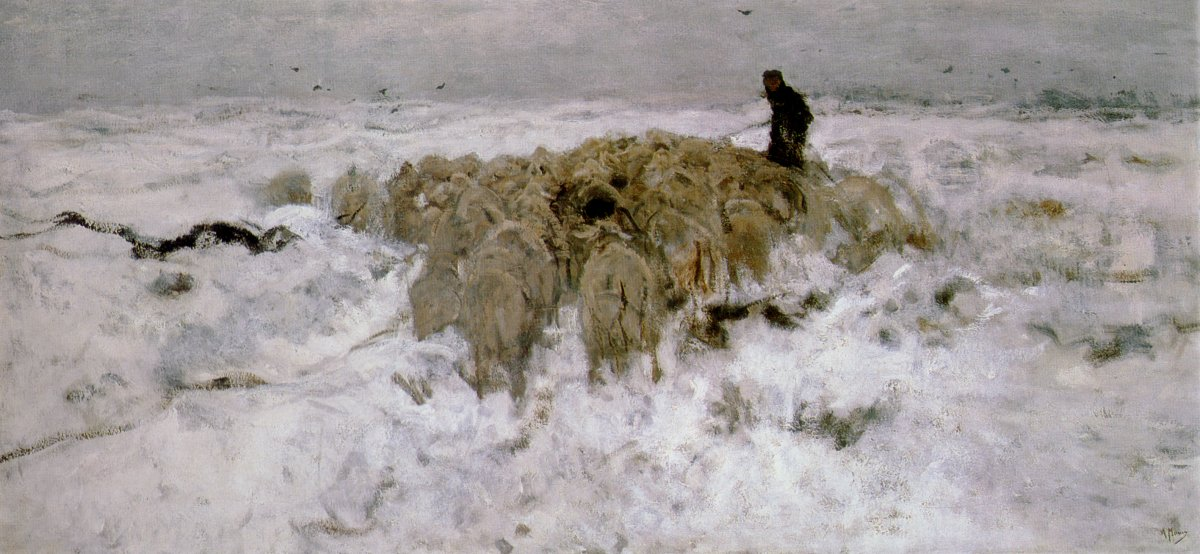
Отара овець з пастухом в снігах
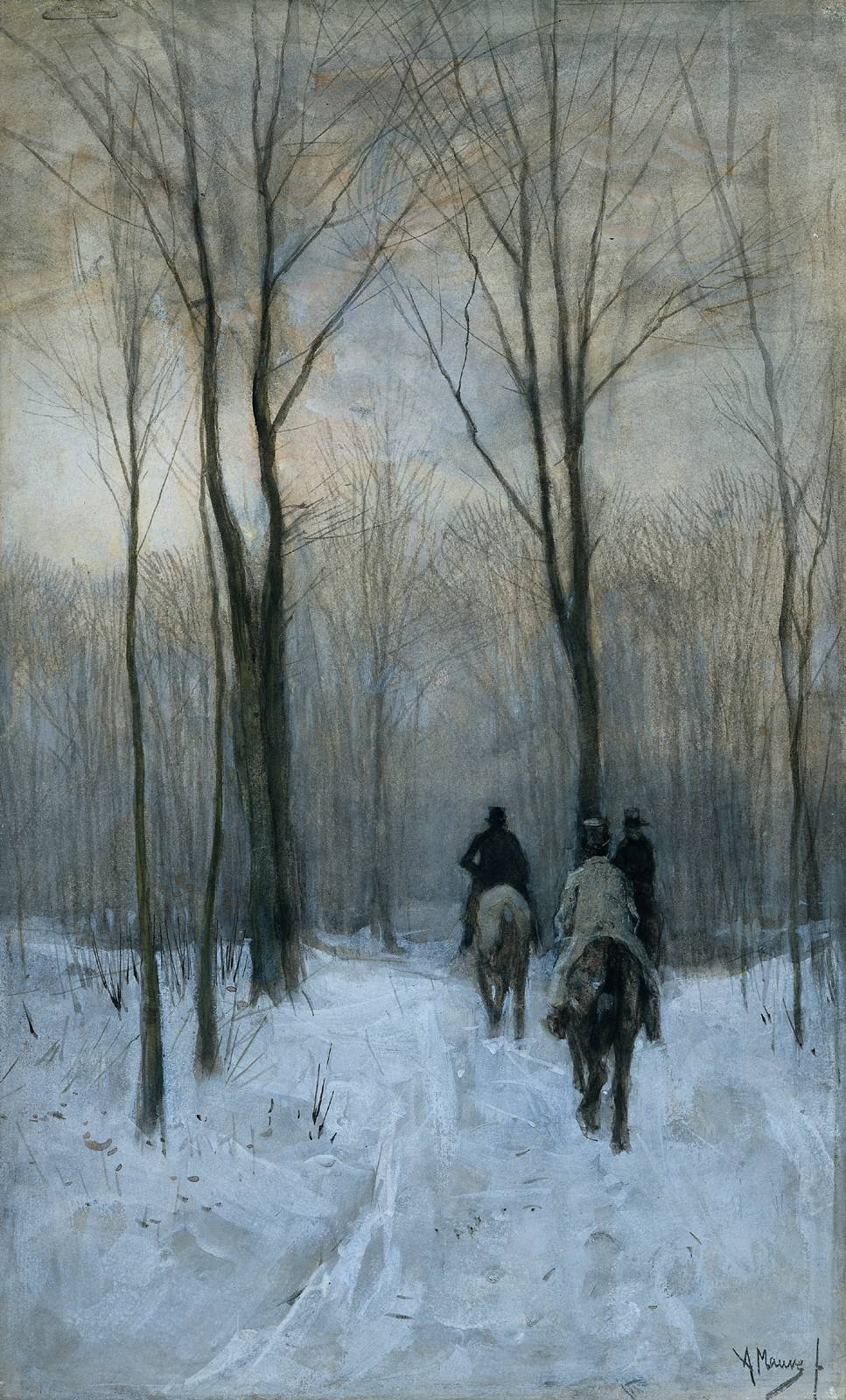
Вершники на сніговій дорозі поблизу Гааги
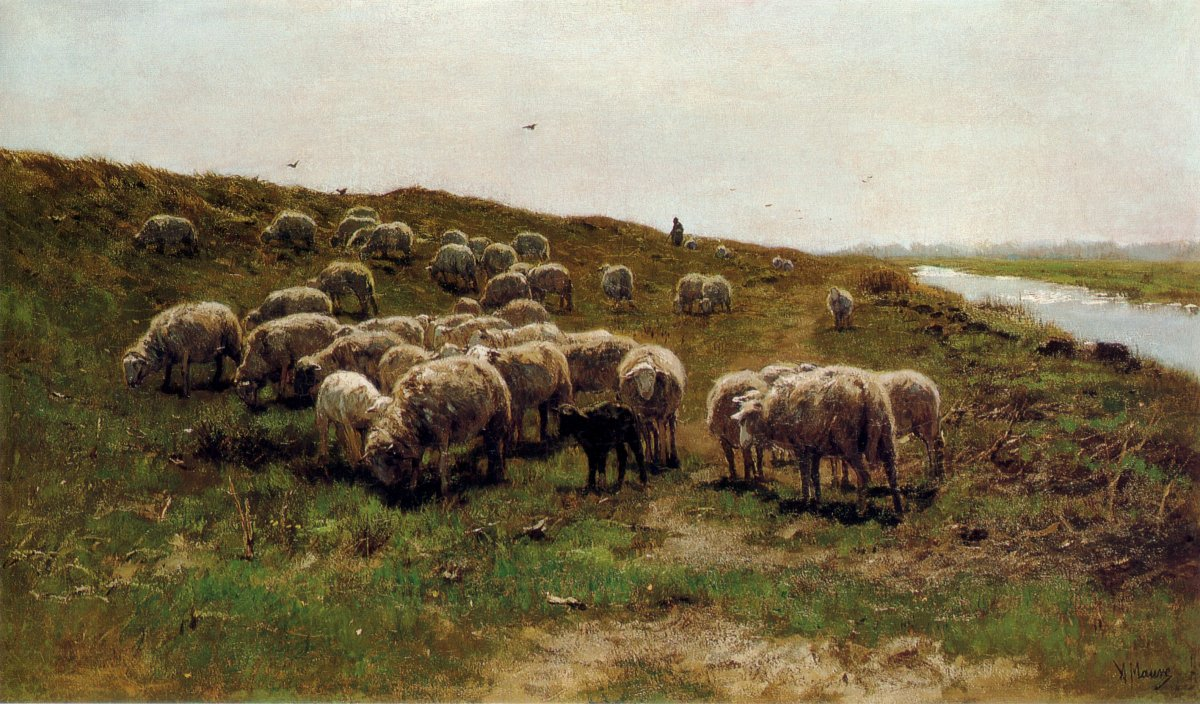
Вівці на пасовищі
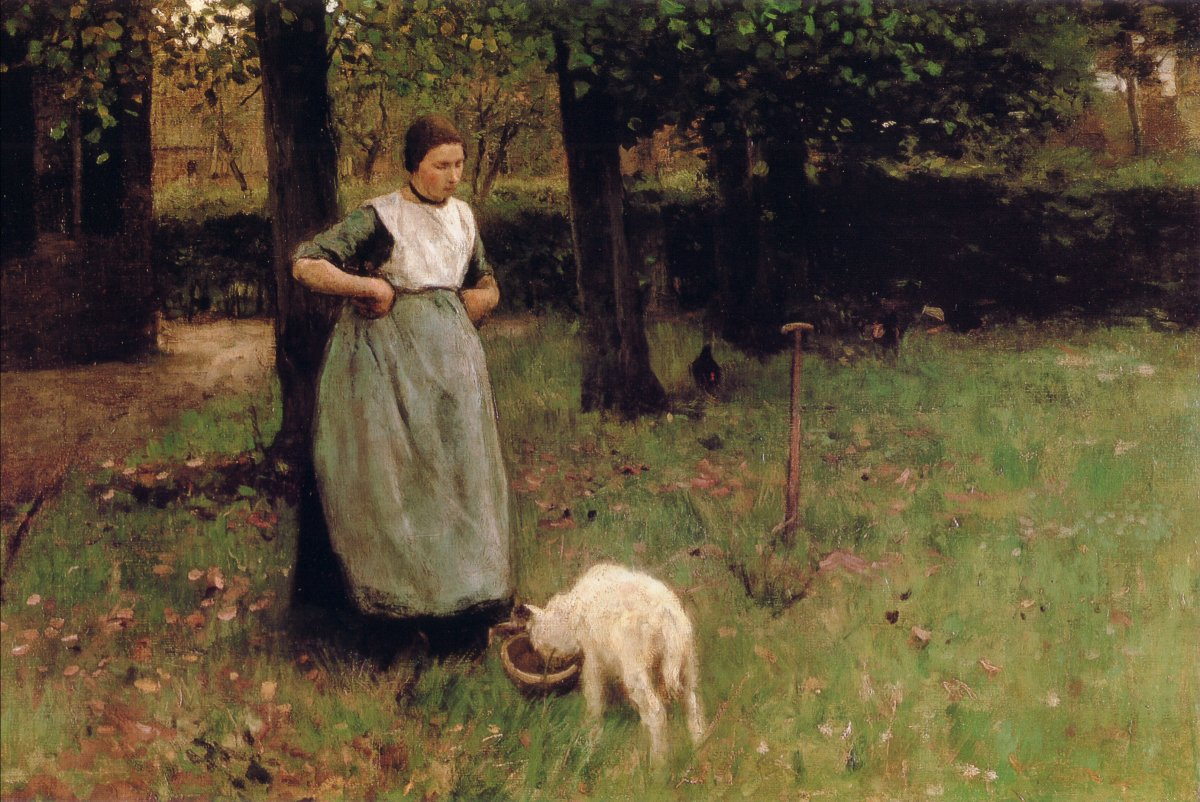
Жінка з Ларена з козеня
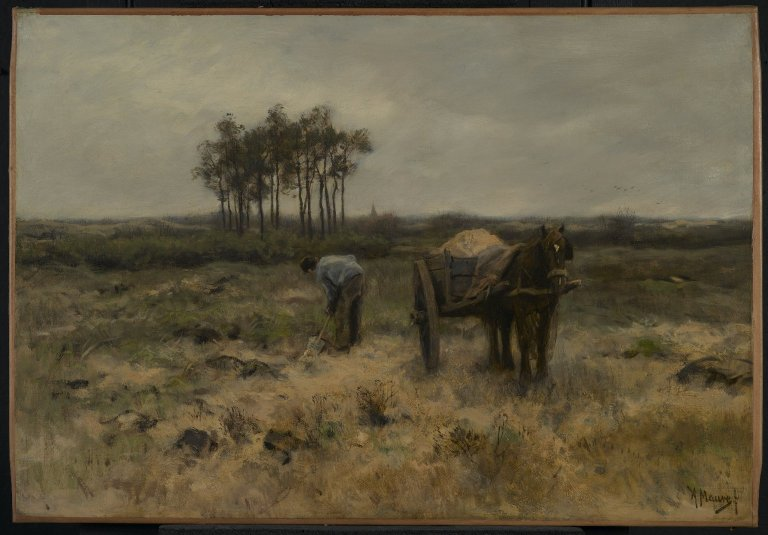
Повозка з піском
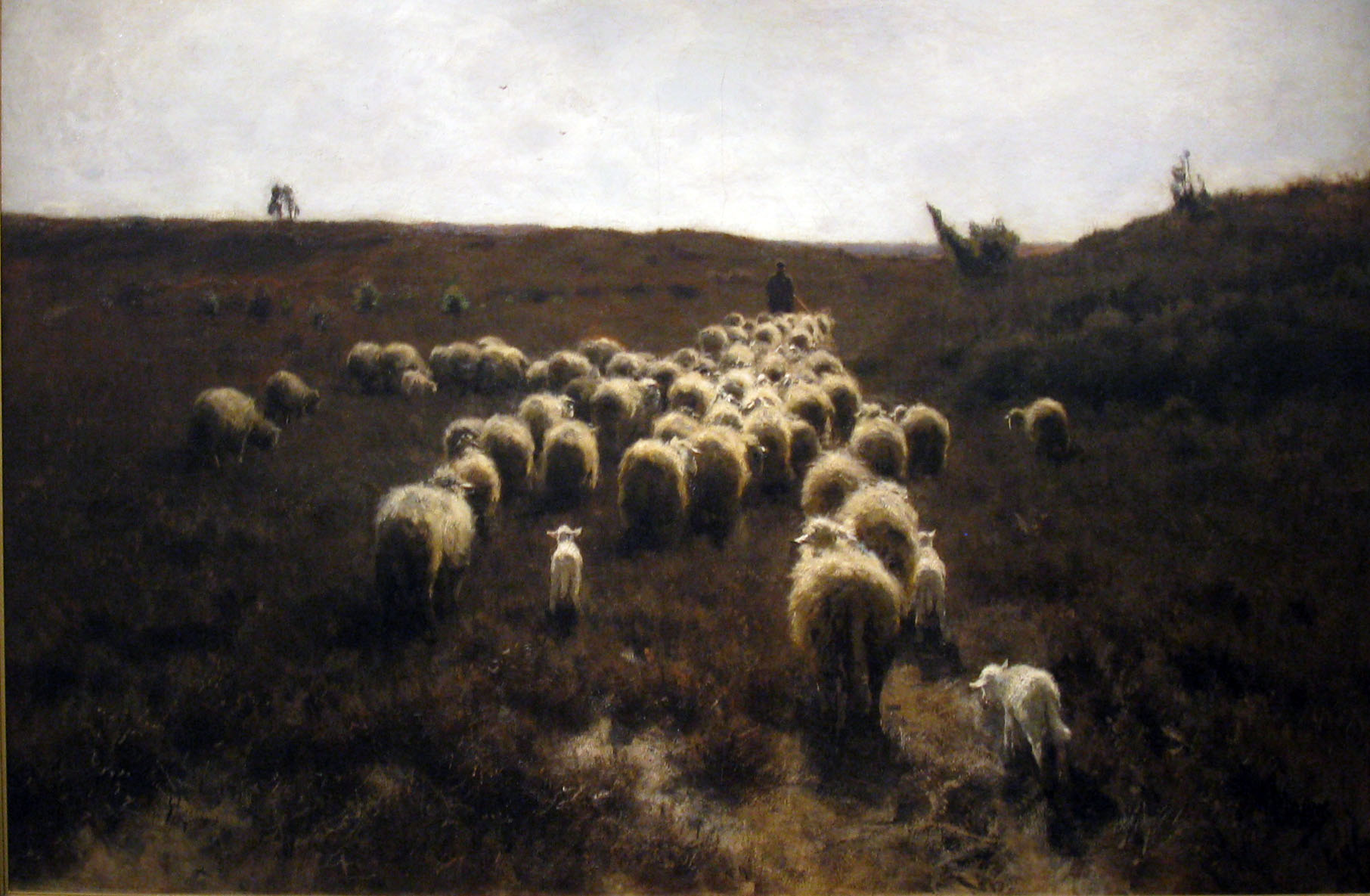
Повернення отари (1886—1887)
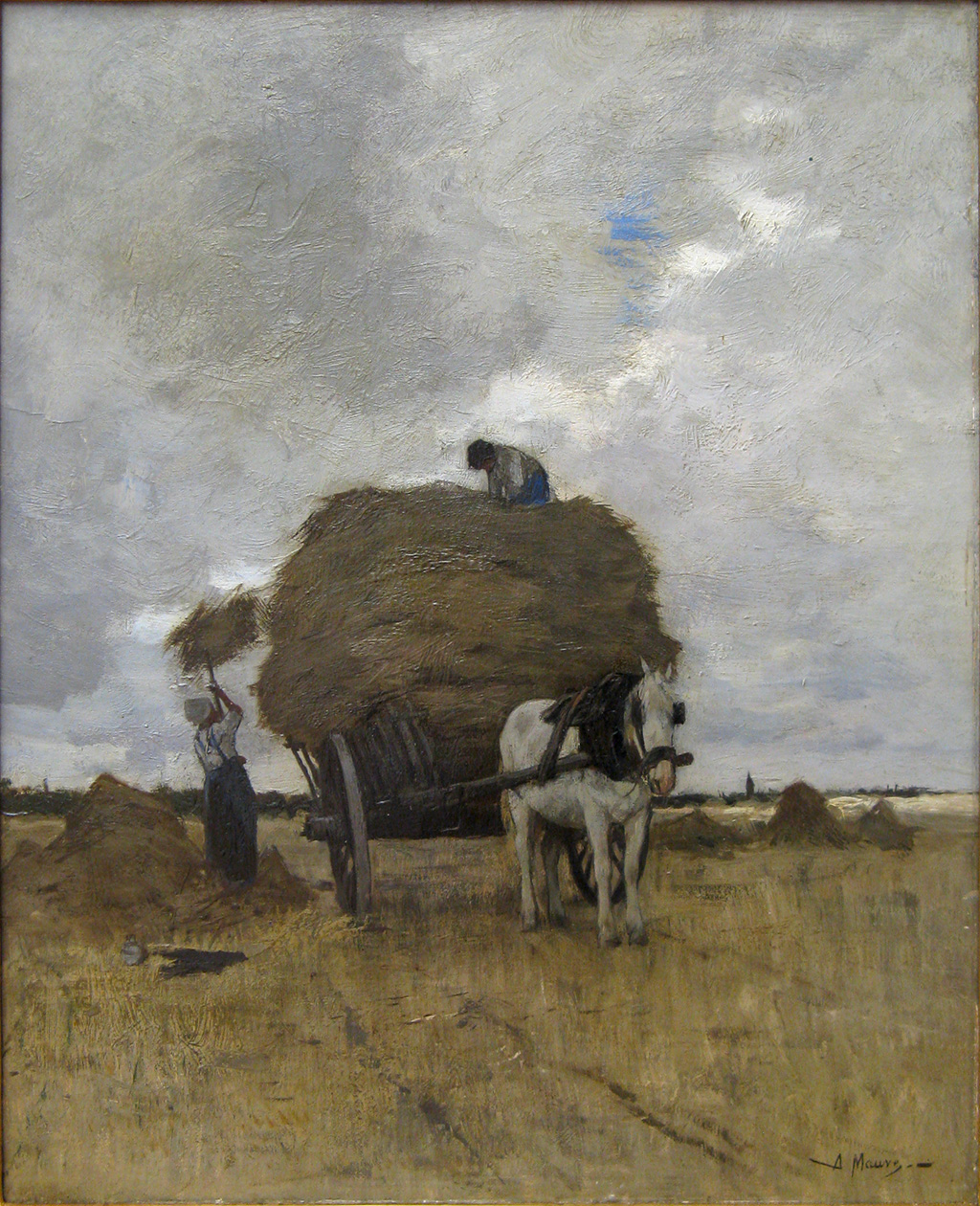
Віз сіна (1878—1888)